# Huso
Huso je kritično ugroženi rod jesetri. Sastoji se od dvije vrste:
- Huso huso (Moruna), Linnaeus, 1758.
- Huso dauricus (Kaluga), Georgi, 1775.[1]

## Rasprostranjenost
Ovaj rod nastanjuje Crno more, Kaspijsko jezero, Dunav, Ural, slijev Amura te Japansko i Ohotsko more.